# 香港人
香港人（ホンコンじん、英語：Hong Kongese /Hongkongers/Hong Kong people/Hong Kong Citizen）港人と略され、一般的には国籍や人種を問わず、香港に永住権を持つ人々のことを指す。
清朝末期、清は香港をイギリスに割譲した。1949年に台湾海峡の両岸が分割され、中華民国と中華人民共和国の両政府が中国全土の主権を主張したことにより、中華民国人と中華人民共和国人の身分が重なったが、1997年には香港が返還された。中華人民共和国に主権が移った後、中国籍の香港人は本人の意思に関わらず自動的に中華人民共和国の国民になった。同時に二重国籍もそのまま取得していた。また、その他の国籍や他の民族でも、香港の永久IDカードを持っている人は多くいる。
香港の法律では、「香港居住者」の定義は、香港の居住者であればよいが、永住者と非永住者という区別もある。 香港の人口は華人が圧倒的に多く、過去数回の主要な香港の国勢調査では93%以上の割合を占めており、残りの7%ほどを非中国系の少数民族が占めている。 香港文化は、漢の嶺南文化をベースにしている。
清朝中期の大光年間に香港が英国に割譲されたのを皮切りに、第二次世界大戦後には、広東人、福建人などの国籍を持つ人々や、中国人などの駐在員など、多くの人々が香港に移住した。

## 国籍
香港は現在、中華人民共和国の特別行政区という扱いになっているが、すべての香港人が中華人民共和国の国籍を持っているわけではなく、香港の人口700万人のうち、約300～400万人が香港特別行政区のパスポートと英国のパスポートをそれぞれ所持しているほか、中国本土での親族訪問、旅行、ビジネス、就労のための回郷証や、海外のパスポートも所持しているため、多くの香港人が二重国籍となっている。

### イギリス国籍
香港の人口の半分（約350万人）が英国籍を持ち、そのうち約340万人が英国籍（海外）（BNO）保持者である。英国国籍法では、BNOは英国国籍の一形態であり、BDTCではなく英連邦市民であるため、英国従属領での居住権を持たないことになっている。 このステータスは生涯有効であるが、将来の子供の世代に引き継ぐことはできない。また、居住権制度を利用して英国の市民権を取得した人もいる。1997年の主権返還後は、香港人であることを理由に英国籍を取得することはできないため、近年では香港特別行政区のパスポート保有者数が英国市民（海外）のパスポート保有者数を上回っている。

### 中華人民共和国国籍
香港の主権移譲の前後において、中華人民共和国は香港人を「イギリスの従属領民」とは認めていなかったが、香港人は別の国籍を持つなど二重国籍を持つことができた。例えば、香港の主権が中国に返還された後、中国系の香港永住者は自動的に中華人民共和国の市民となり、香港特別行政区のパスポートを申請して他の国籍を持つことができるようになった。HKSARにおける「一国二制度」の実施により、香港居住者は中華人民共和国中央政府に税金を支払う必要がなく、香港居住者の納税者はHKSAR政府にのみ税金を支払う必要がある。主権移譲前の香港人は、皇家海軍香港中隊や陸軍組織である香港軍事服務団（HKMSC）に現地採用要員（LEP）として入隊したり、香港政府直轄の民兵部隊である皇家香港軍団（義勇軍）に入隊したりすることができた。主権移譲後の香港人は、香港基本法に基づき、軍隊への入隊、兵役、軍事訓練を受ける必要はない。香港居住者が中国本土に入国するには、中華人民共和国政府が発行する「香港・マカオ居住者出入国許可証」（通称：回郷証）を申請し、所持する必要がある。

### 中華民国国籍
1949年の台湾海峡両岸の分断後、台湾に撤退した中華民国政府は、香港の中国人を完全な中華民国の国民身分を持つ華僑とみなしていた。1994年5月以前は、中華民国内政部の「回國僑生戶籍登記辦法」に基づき、台湾で学ぶ香港・マカオの華僑学生は自動的に中華民国の国民身分証を取得していたが、香港の主権が譲渡される前に中華民国政府も中国の香港の主権が移る前、中華民国政府は資格のある香港人にも「中華民國國民身份證」を申請して中華民国の同胞になることを認めていたし、台湾に滞在した学生の多くも香港に戻って開発を行っていたので、香港人の中には中華民国のパスポートと香港特別行政区のパスポートを同時に持つことができる人もいた。中華人民共和国政府と同じ「一つの中国」の定義によれば、中華民国の国籍を持つ香港の永住者は、実際には中華人民共和国の国民である。
1997年に香港の主権が中華人民共和国に移譲された後、中華民国政府は「香港澳門関係条例」を用いて香港との関係を規制し、BNO/SARのパスポートのみを所持し、他国のパスポートを所持していない者を香港住民（香港人）、外国人/本土人とは異なるとされる香港およびマカオの住民をマカオ住民と定義した。現在の香港人の法的位置づけは、中華民国憲法の附則の枠内で非外国人・非国民とされていることを指摘する著者もいる。しかし、大陸地区の人々と同じように「非外国人、非国民（中華民国の国民）、無国籍者」としての資格があるかどうかは不明である。現在でも香港では、雙十節など中華民国支持者に有利なイベントが行われている。

### その他の国籍
海外に移住した初期の香港人の中には、1970年代から1980年代の早い時期に海外に移住し始めた香港人や華僑がいたが、香港の永住者としての地位を維持することができた。香港に帰国した中国人駐在員は、アメリカ、カナダ、シンガポール、ニュージーランド、オーストラリアなどの英語圏の国に帰化して、他の国籍を取得した。例えば、1997年の主権返還前に香港に移住した人たちで、特に1990年代前半に起きた「天安門事件」の影響で、多くの香港人が政治的な将来を危惧して他国に移住した。これにより、香港や中国で仕事やビジネスをすることが容易になる。

## 近年の調査にみる香港人の民族帰属意識

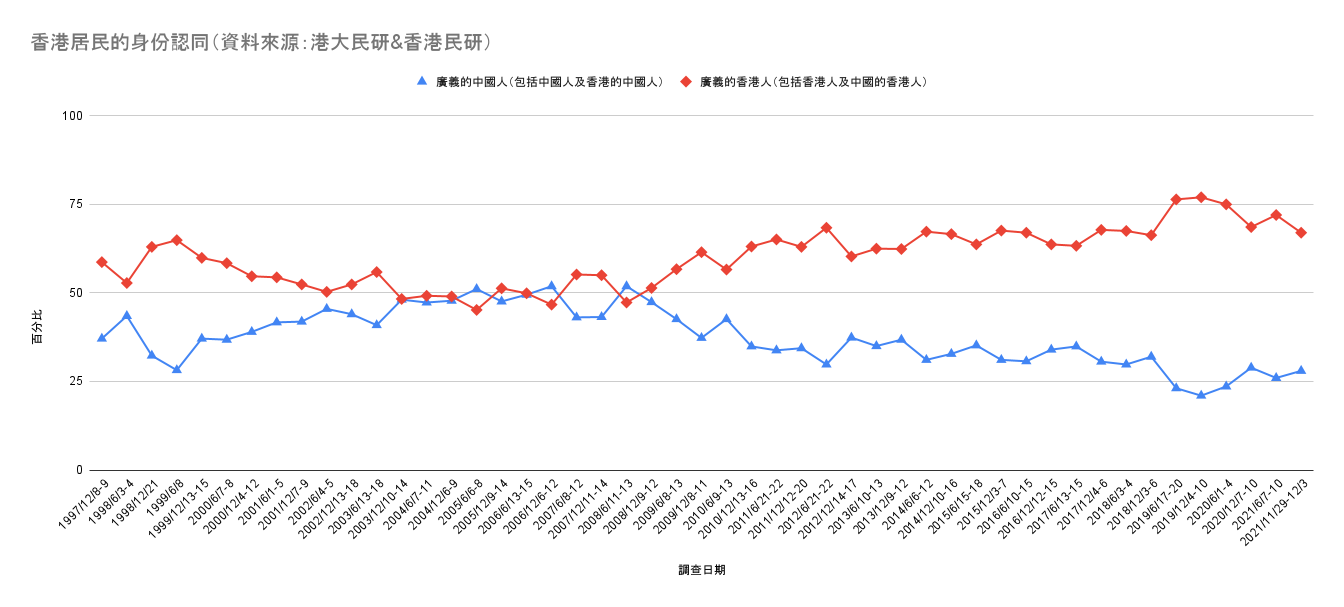
香港の主権移行以後の香港人のアイデンティ（全年齢、赤線：（広義の）香港人である、青線：（広義の）中国人である）

自らを中国人ではなく、香港人とみなす人は増え続ける傾向にあり、2019年の香港大学の世論調査で、18〜29歳の若者の75%が「自分は香港人」だと回答した。2008年北京オリンピックの影響で一時、若年層の中国への愛国心が高まったことから中国人アイデンティティが高まったものの、それ以降減り続けている。
大中華主義的観点から台湾独立に反対する香港人も過去に多く見られたが、2020年の調査では「台湾独立の支持」「台湾の国連加盟」への支持は反対を上回り、両岸統一への興味も減少傾向にある。